# Зеньковский, Александр Васильевич
Александр Васильевич Зеньковский (1878 — 3 июня 1966, Нью-Джерси) — русский специалист по бухгалтерии и банковскому делу.

## Биография
Брат В. В. Зеньковского. Отец С. А. Зеньковского.
Работал бухгалтером Киевской губернской управы. Доцент Киевского коммерческого института.
В эмиграции жил в Чехословакии. Преподавал бухгалтерию и основы счетоводства в русском кооперативном институте в Праге (Русский институт сельскохозяйственной кооперации). Издал книгу «Техника банковского дела».
После Второй мировой войны переселился в США. Жил в Нью-Йорке. Член Русско-американского союза.
Автор книги «Правда о Столыпине». В книге на основе собственных наблюдений автор охарактеризовал деятельность П. А. Столыпина. Пользуясь особым доверием он записал большинство разговоров и отзывов Столыпина за пять лет тесного общения с ним. Представлен и малоизвестный проект реформ составленный в 1911 г., но не воплощенный в жизнь. Книга переиздавалась и была переведена на английский язык.

## Сочинения
- Техника банковского дела. Париж. 1928.
- Правда о Столыпине. Архивная копия от 8 ноября 2019 на Wayback Machine 1956. — 304 с. (Переиздавалась в 1985 и 2002 годах)
- Stolypin: Russia's Last Great Reformer. 1986.